# 克林頓鎮區 (印地安納州卡斯縣)
克林頓鎮區（英語：Clinton Township）是位於美國印地安納州卡斯縣的一個行政鎮區。

## 地方資料
根據2010年美國人口普查的數據，克林頓鎮區的面積為65.10平方千米，當中陸地面積為64.10平方千米，而水域面積為1.00平方千米。當地共有人口816人，而人口密度為每平方千米12.53人。